# PGC 42369
LEDA/PGC 42369 (auch NGC 4603A) ist eine Balken-Spiralgalaxie vom Hubble-Typ SBc im Sternbild Zentaur am Südsternhimmel. Sie ist schätzungsweise 157 Millionen Lichtjahre von der Milchstraße entfernt und hat einen Durchmesser von etwa 90.000 Lichtjahre.

Im selben Himmelsareal befinden sich u. a. die Galaxien NGC 4575, NGC 4601, NGC 4603, NGC 4616.